# Bryconops
Bryconops és un gènere de peixos de la família dels caràcids i de l'ordre dels caraciformes.

## Taxonomia
- Bryconops affinis (Günther, 1864)[2]
- Bryconops alburnoides (Kner, 1858)[3]
- Bryconops caudomaculatus (Günther, 1864)[2]
- Bryconops colanegra (Chernoff & Machado-Allison, 1999)[4]
- Bryconops colaroja (Chernoff & Machado-Allison, 1999)[4]
- Bryconops collettei (Chernoff & Machado-Allison, 2005)[5]
- Bryconops cyrtogaster (Norman, 1926)[6]
- Bryconops disruptus (Machado-Allison & Chernoff, 1997)[7]
- Bryconops durbini (Eigenmann, 1908)[8]
- Bryconops giacopinii (Fernández-Yépez, 1950)[9]
- Bryconops gracilis (Eigenmann, 1908)[8]
- Bryconops humeralis (Machado-Allison, Chernoff & Buckup, 1996)[10]
- Bryconops imitator (Chernoff & Machado-Allison, 2002)[11]
- Bryconops inpai (Knöppel, Junk & Géry, 1968)[12]
- Bryconops magoi (Chernoff & Machado-Allison, 2005)[5]
- Bryconops melanurus (Bloch, 1794)[13]
- Bryconops transitoria (Steindachner, 1915)[14]
- Bryconops vibex (Machado-Allison, Chernoff & Buckup, 1996)[10][15][16][17][18][19][20]